# Ruacana-vízesés
A Ruacana-vízesés Angola és Namíbia határán helyezkedik el a Cunene folyón. A névadó Ruacana városától kb. 17 km-re fekszik.  Magassága kb. 120 méter, szélessége mintegy 700 méter a folyó bő vizű periódusában. A vízesést január és március között érdemes felkeresni, ilyenkor a leginkább bővizű a folyó és a legszebb a látvány. A környéken élnek a himbák, egy félnomád pásztornép.

## Képgaléria

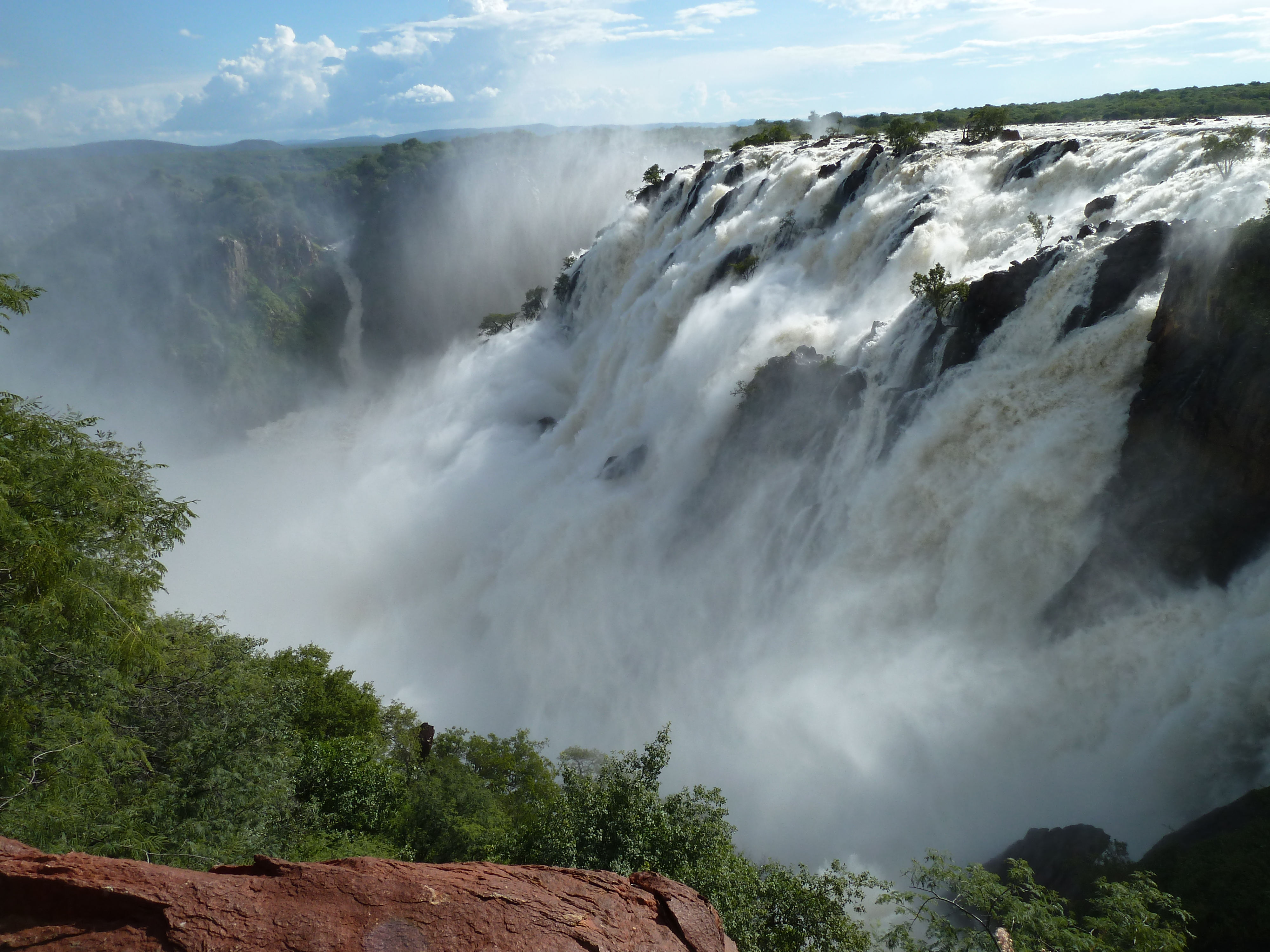
A vízesés magas vízállásnál. Tom Jakobi felvétele
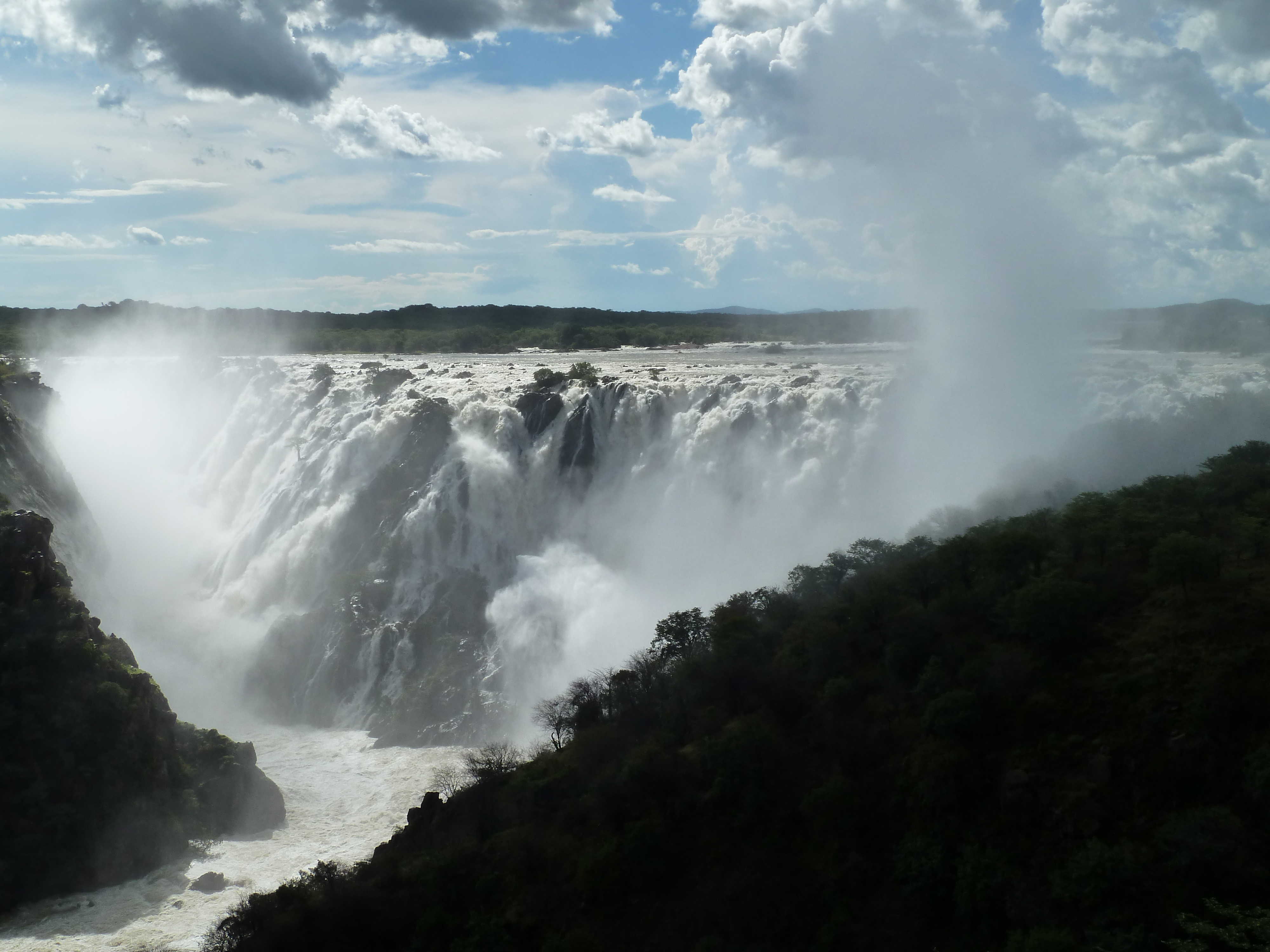
A vízesés magas vízállásnál. Tom Jakobi felvétele